# Plaza Circular (Valladolid)
La plaza Circular es una vía urbana de la ciudad de Valladolid, España.

## Descripción

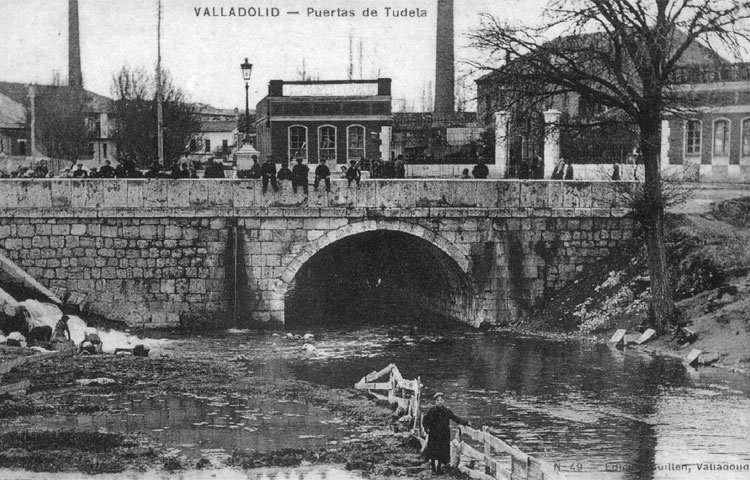
Puente sobre la Esgueva y Puertas de Tudela.

Aparece descrita en Las calles de Valladolid de Juan Agapito y Revilla de la siguiente manera:

Hoy es una plaza circular de gran diámetro, que se proyectó así al planear las calles del barrio de los Vadillos, dando a estas carácter oficial, por los finales del siglo XIX. La atravesaba el ramal Sur del Esgueva, y había un puente enfrentando con la calle de Tudela y adosada por la parte de allá una de las puertas de la ciudad, la cual puerta fue demolida poco después del destronamiento de Doña Isabel II.

Por tal motivo se llamó a la puerta, «puertas de Tudela», pluralizando el vocablo, aunque no había más que un hueco o vano, y a la plazuela que se formó, una vez separado el Esgueva y tirado el puente, que se había ensanchado considerablemente desde que se demolió la puerta, «plazuela de Tudela» y «plazuela de las Puertas de Tudela». En 9 de enero de 1920 acordó el Ayuntamiento darle el nombre oficial de «plaza de Pérez Galdós». El pueblo la titulaba también «plaza Circular» por su forma.

En 1952 se oficializó el nombre coloquial de plaza Circular, permaneciendo el nombre anterior en la calle de Pérez Galdós, una de las calles que confluyen en esta plaza.